# Jitosveat, Burgas
Jitosveat (în bulgară Житосвят) este un sat în comuna Karnobat, regiunea Burgas,  Bulgaria. 

## Demografie
Componența etnică a satului Jitosveat
     Bulgari (83,89%)
     Nicio identificare (16,1%)
     Altele (0%)
La recensământul din 2011, populația satului Jitosveat era de 149 locuitori. Din punct de vedere etnic, majoritatea locuitorilor (83,89%) erau bulgari. Pentru 16,1% din locuitori nu este cunoscută apartenența etnică.